# Skeby landskommun
Skeby landskommun var en tidigare kommun i dåvarande Skaraborgs län.

## Administrativ historik
Kommunen inrättades i Skeby socken i Kinnefjärdings härad i Västergötland när 1862 års kommunalförordningar trädde i kraft. 
Vid Kommunreformen 1952 uppgick kommunen i Husaby landskommun som 1967 uppgick i Götene köping som 1971 ombildades till Götene kommun.